# Présentation de la face
La présentation de la face est une présentation permettant sous certaines conditions un accouchement normal.
Elle est rare, représentant moins de 0,5 % des naissances (1 cas sur 250 à 300 accouchements).
L'enfant présente à l'entrée du bassin sa tête, très défléchie (le derrière du crâne touchant le dos). Si le travail ne pose en général aucune difficulté particulière, l'accouchement lui-même est très particulier, et son issue peut être problématique en fonction de la position de la tête du fœtus dans le bassin maternel.
Lorsque le diagnostic en est fait en début de travail, la plupart des accoucheurs proposent une césarienne compte tenu de l'issue incertaine de l'accouchement. S'il s'agit d'une « surprise » au moment de l'expulsion (éventualité possible) on peut toutefois laisser l'accouchement se faire normalement.